# Moai

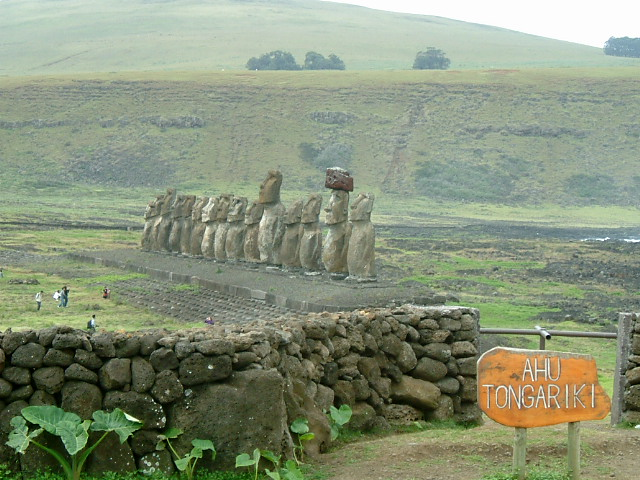
Ahu Tongariki

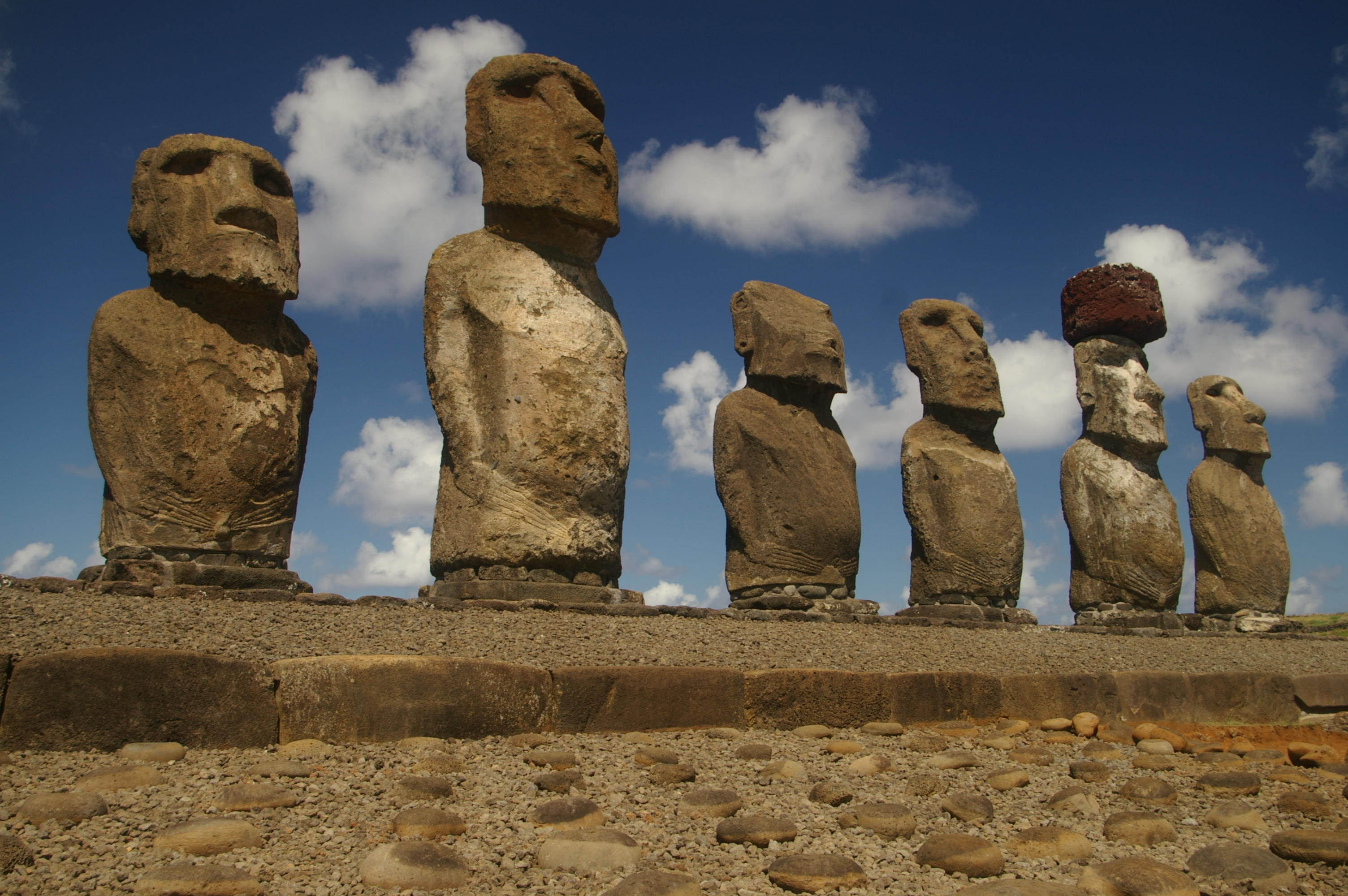
Moai am Ahu Tongariki

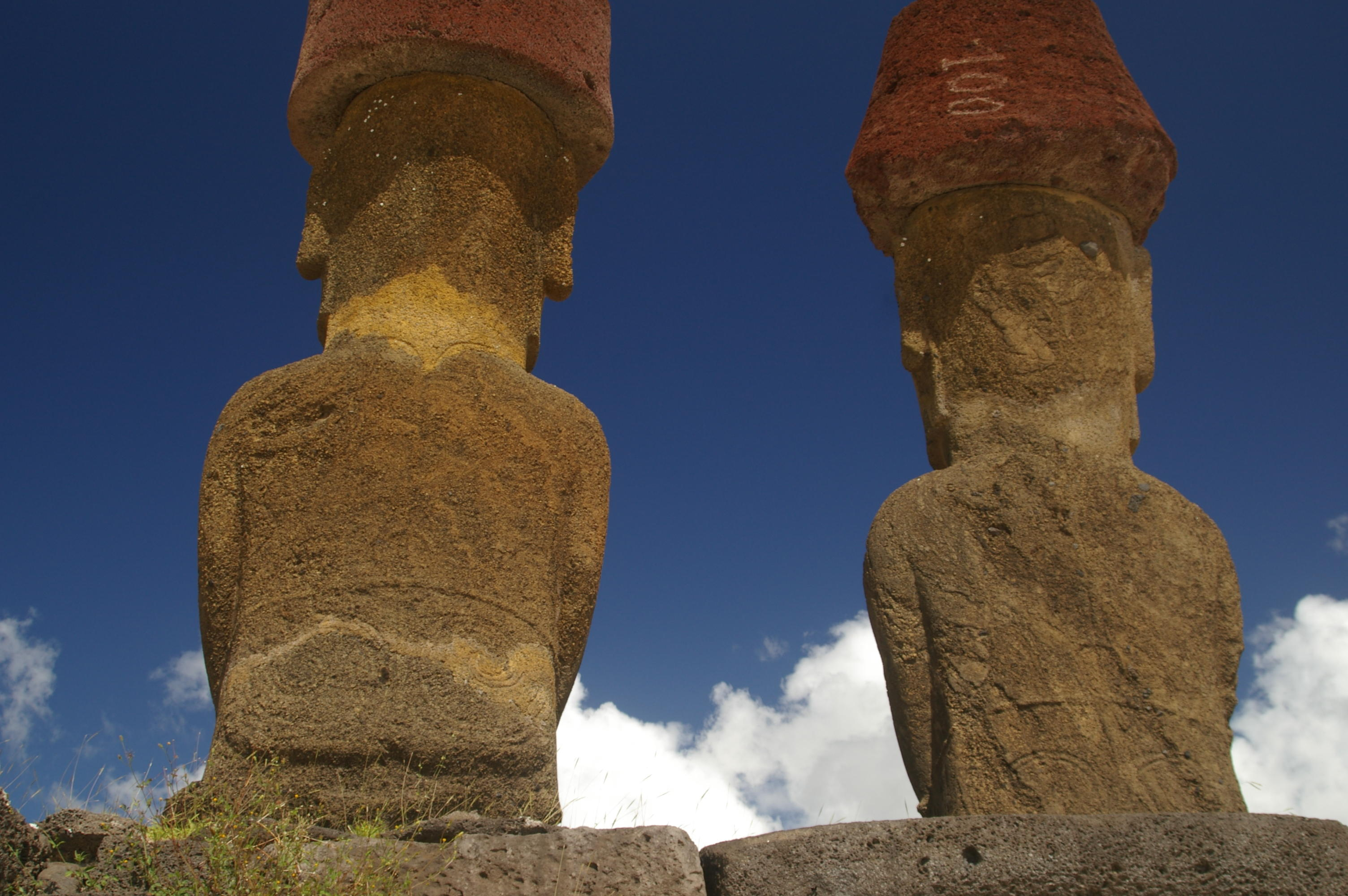
Rückansicht der Moai am Anakenastrand

Moai (eigentlich rapanui Moai Maea „steinerne Figur“) werden die kolossalen Steinstatuen der Osterinsel genannt. Sie sind Bestandteil größerer Zeremonialanlagen (Marae), wie sie ähnlich auch aus anderen Bereichen der polynesischen Kultur bekannt sind. Das genaue Alter der Figuren ist umstritten, mittlerweile gilt jedoch als gesichert, dass sie nicht älter als 1500 Jahre sind. Sebastian Englert nummerierte und katalogisierte 638 Statuen, das Archaeological Survey and Statue Project von 1969 bis 1976 ermittelte 887, vermutlich waren es jedoch ursprünglich über 1000.

## Zeremonialplattform

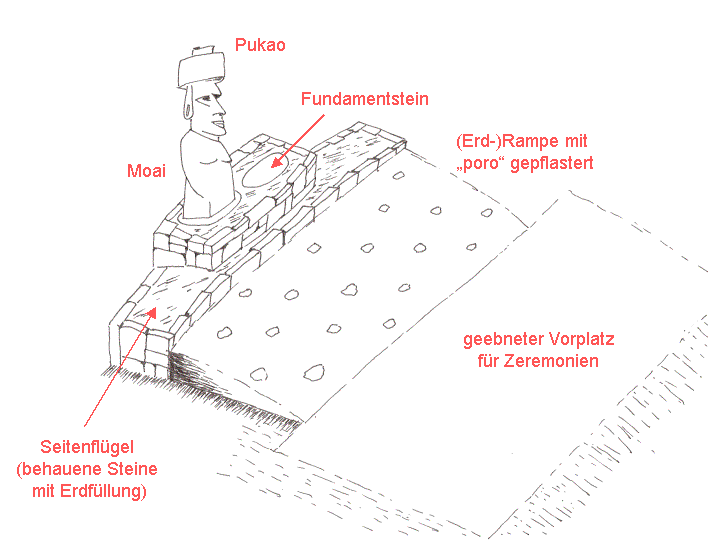
Idealtypische Zeremonialplattform der Osterinselkultur

Die Moai stehen nicht isoliert, sondern sind Teil einer Zeremonialanlage, wie sie ähnlich auch aus anderen Bereichen des Südpazifiks – zum Beispiel Marquesas, Neuseeland, Tuamotu-Archipel, Bora Bora, Tahiti, Pitcairn – als Marae bekannt ist. Dennoch sind die Anlagen der Osterinsel insofern einzigartig, als sie an Größe alle anderen Bauwerke der Südsee weit übertreffen. Die typische Zeremonialanlage der Osterinsel in klassischer Zeit lag in der Regel zwischen einem Dorf und der Küste. Man geht heute davon aus, dass jedes Dorf, das jeweils von einer Sippe oder Großfamilie bewohnt wurde, eine eigene Anlage errichtet hatte. Sie bestand aus einem geebneten Platz und einer ansteigenden, mit Kies (poro) gepflasterten Rampe, die zu einer rechteckigen Plattform (Ahu) führte, die in megalithischer Steinsetzung so sorgfältig ausgearbeitet war, dass bei Anlagen der Kulturblüte (zum Beispiel beim Ahu Tahira in Vinapu) auch heute noch die ursprüngliche passgenaue Form erhalten ist. Das veranlasste Thor Heyerdahl zu seinem Vergleich mit den Inka-Mauern in Peru. Die riesigen Steinskulpturen waren auf der Plattform mit Blick auf die davor liegende Ansiedlung – d. h. bis auf wenige Ausnahmen mit dem Rücken zum Meer – aufgestellt. Die Figuren waren auf flachen, zylindrischen, in den Ahu eingelassenen Fundamentsteinen aufgerichtet und lediglich mit kleinen Steinchen verkeilt. Mörtel war auf der Osterinsel unbekannt.

## Zweck der Figuren

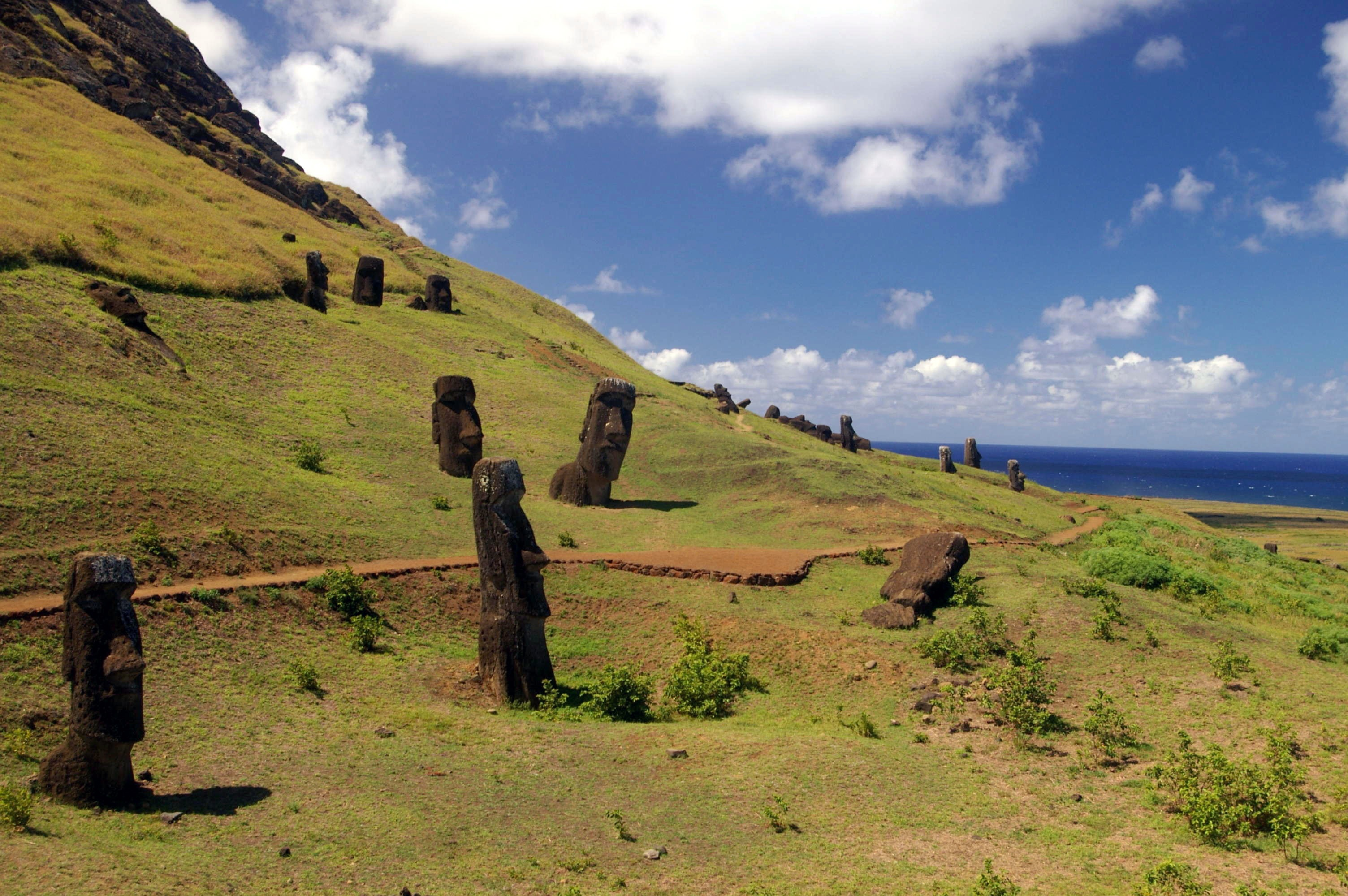
Moai am Rano-Raraku

Trotz umfangreicher Forschungen ist der eigentliche Zweck der Statuen und die genaue Zeit ihrer Errichtung immer noch umstritten. Die Figuren sind keine Götterbilder. Man geht heute davon aus, dass die Moai berühmte Häuptlinge (ariki) oder allseits verehrte Ahnen darstellen, die als Bindeglied zwischen dem Diesseits und dem Jenseits fungierten. Auf Hawaii gibt es das ähnlich klingende Wort mōʻī, das besonders hochstehende Personen an der Spitze der sozialen und religiösen Pyramide der hawaiischen Gesellschaft bezeichnet. Die Figuren der Osterinsel stellen konkrete Personen aus den Häuptlingsgenealogien dar, die einstmals namentlich benannt werden konnten. Aus Berichten früher Besucher der Osterinsel und der Tatsache, dass in einigen Ahu Grabkammern gefunden wurden, ist auf einen mit den Anlagen verbundenen Totenkult zu schließen. In der klassischen Zeit der Osterinsel-Kultur wurde der Verstorbene in Matten aus Tapa oder Totora-Schilf gewickelt und dem Zerfall ausgesetzt. In der Regel geschah das auf dem geebneten Platz vor der Zeremonialanlage des Clans. War nur noch das Skelett übrig, setzte man die Knochen in einer ausgesparten Kammer des Ahu bei. Diese Form der Bestattung wurde aber vermutlich nur privilegierten Personen zuteil. Die Grabanlagen werden von den aufgestellten Steinfiguren „bewacht“.

## Beschreibung

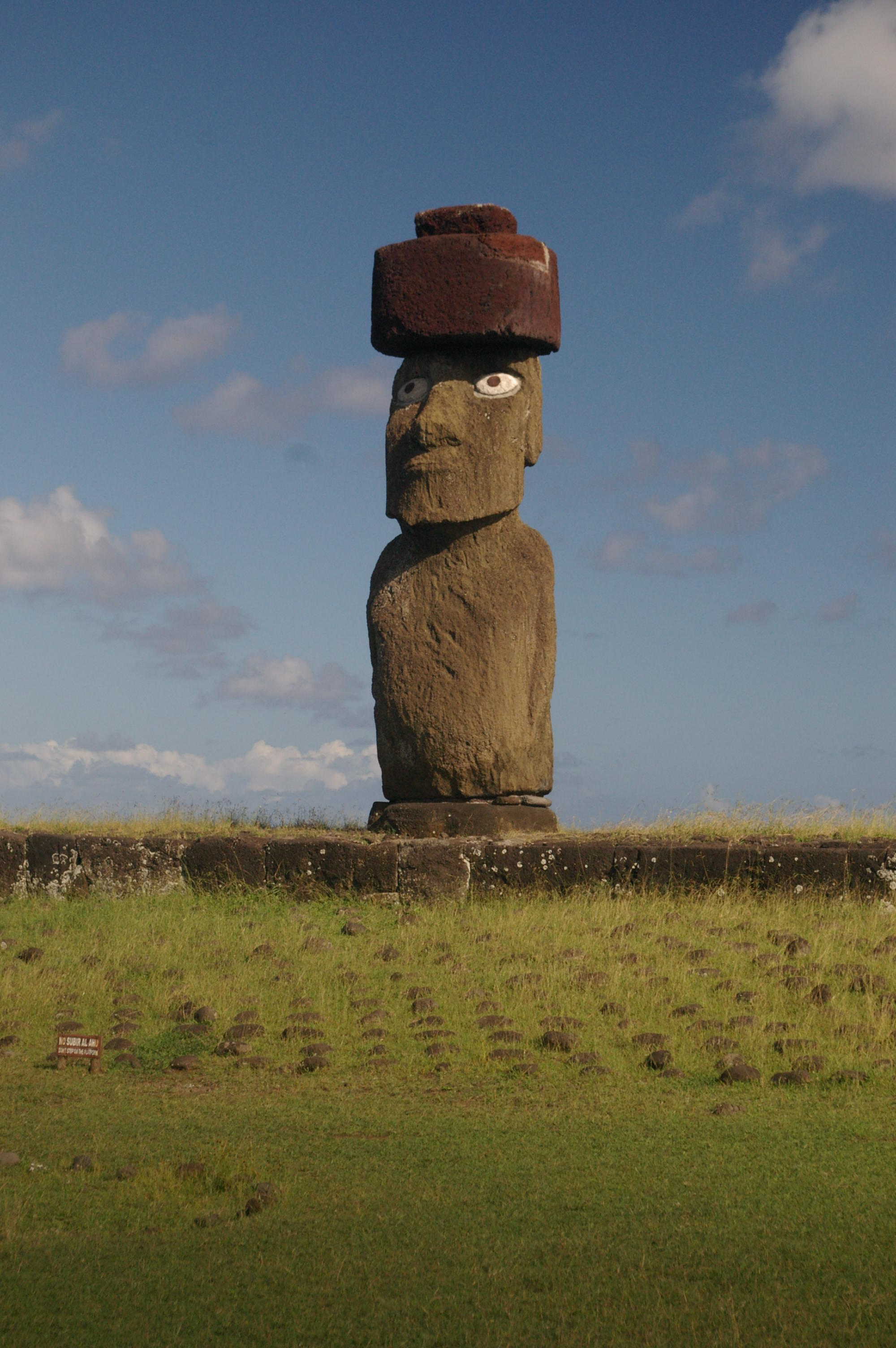
Moai mit Pukao und Augen, Ahu Ko te Riku bei Tahai

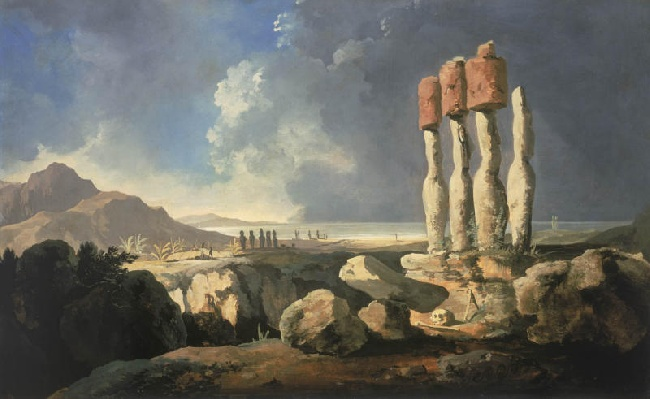
Gemälde von William Hodges, 1775/76

Das Aussehen der ausschließlich männlichen Statuen ist auf den ersten Blick gleichförmig. Der übergroße Kopf, ein Drittel der gesamten Figur, ist fein ausgestaltet. Unter tief liegenden Augenhöhlen beherrscht eine große, sorgfältig ausgebildete Nase das Gesicht. Ein breites, vorgeschobenes Kinn ergänzt den verschlossenen Gesamteindruck. Bemerkenswert sind die Ohren mit ihren lang gezogenen Ohrläppchen. Vereinzelt ist auch der Ohrpflock abgebildet. Die Figuren sind Torsi, sie enden unmittelbar unter dem Bauchnabel. Der Unterkörper ist nicht ausgeformt. Bei einigen Statuen ist noch der maro, der den Penis bedeckende Lendenschurz, angedeutet. Bei genauem Hinsehen erkennt man die wechselnde Haltung der gewissenhaft gemeißelten, den Unterbauch bedeckenden Hände mit unnatürlich verlängerten Fingern. Die Figuren unterscheiden sich auch durch den individuell geformten Lendenschurz-Knoten (nach abweichender Deutung eine Tätowierung) am unteren Rücken. Diese Feinheiten sind jedoch nicht bei allen Figuren erhalten geblieben.

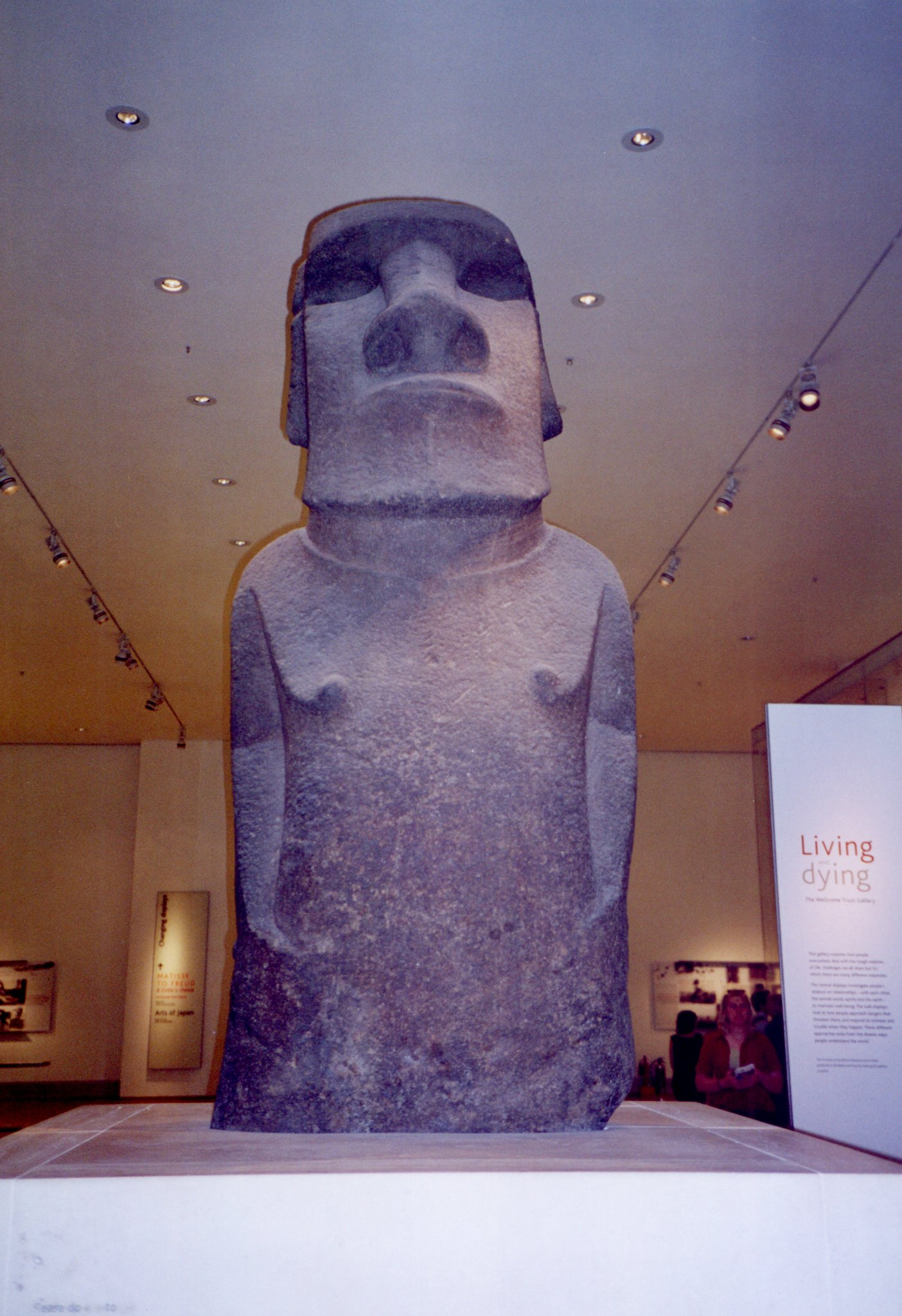
Moai Hoa Hakananai'a im Britischen Museum

Es gibt Hinweise, dass einige der graubraunen Statuen ursprünglich mit einem Pukao, einem zylinderförmigen Kopfaufsatz aus roter Gesteinsschlacke, versehen waren. Im National Maritime Museum in Greenwich befindet sich ein 1775/76 entstandenes Gemälde von William Hodges, einem Teilnehmer der Cook-Expedition, auf dem aufrecht stehende und mit einem Pukao bedeckte Moai abgebildet sind. Wahrscheinlich stellen die Aufsätze eine (zeremonielle?) Kopfbedeckung oder einen Haarknoten dar. Zwischen 55 und 75 Statuen waren einst mit einem Pukao versehen. Das ist, selbst wenn man die unvollendeten Moai am Rano Raraku unberücksichtigt lässt, ein deutliches Missverhältnis zur Gesamtzahl der Statuen. Eine statistische Analyse belegt, dass Pukao überwiegend bei kleineren und unwichtigeren Zeremonialplattformen fehlen. Es ist daher anzunehmen, dass nur Moai mit einer besonderen Bedeutung ein Pukao aufgesetzt wurde. Das Gestein der Pukao stammt nicht aus dem Rano Raraku, sondern vom Puna Pau im Südwesten der Insel, einem Nebenkrater des Rano Kao. Die zylindrisch geformten Kopfaufsätze ließen sich wahrscheinlich unschwer zu ihrem Bestimmungsort rollen.
1978 fand man bei Ausgrabungen am Ahu Naunau in Anakena ein aus weißem Korallenkalk geformtes Auge mit einer Iris aus roter Gesteinsschlacke, das ursprünglich in die Augenhöhle einer Figur eingesetzt war. Das Fundstück wird heute im Museum von Hangaroa aufbewahrt. Aus diesem Fundstück und aus der Bearbeitung der Augenhöhlen mit einer Auflagefläche am unteren Lid kann man schließen, dass nur Moai der Zeremonialplattformen Augen hatten, die offenbar erst nach dem Aufrichten hinzugefügt wurden, um sie „sehend“ zu machen. Die Augenhöhlen der Statuen am Rano Raraku sind schlichter geformt, sodass man vermutet, dass diese Figuren (noch) nicht fertiggestellt waren. Die Augen der Statuen dienten dazu, den Anspruch der Ahnen auf das Stammesgebiet, das sie von der erhöhten Plattform des Ahu übersahen, zu dokumentieren. Ein Zusammenhang der Statuen mit geöffneten Augen und deren Überwachungs- und Kontrollfunktion über die Untertanen ist naheliegend. Da sich die Ariki als die unmittelbaren Nachkommen und Nachfolger der vergöttlichten Ahnen sahen, war damit ihr Besitzanspruch auf alles Land und dessen Produkte legitimiert.
Es gibt Hinweise, dass einige der Statuen möglicherweise farbig bemalt waren. Alfred Métraux fand an geschützter Stelle einer Figur am Ahu Vinapu Spuren von roter und schwarzer Farbe. Auch das im Britischen Museum stehende Exemplar weist geringe Farbspuren in weiß und rot auf.
Trotz scheinbar gleichförmigen Aussehens war jede Figur individualisiert. Wilhelm Geiseler berichtet, dass ein Dorfhäuptling jeden einzelnen Moai mit seinem Namen benennen konnte, sogar die unvollendeten Statuen am Rano-Raraku.
Einige wenige Moai sind zusätzlich verziert, zum Beispiel ist bei einer unvollendeten Statue an Rano Raraku eine Schiffsdarstellung eingraviert. Es handelt sich um einen Dreimaster mit Rahsegeln, also wahrscheinlich ein europäisches Schiff. Einzigartig ist auch ein Moai mit dem Namen Hoa Hakananai'a. Der Name wird dabei zumeist als „wellenreitender Freund“ gedeutet, Möglicherweise eine humoristische Anspielung der Inselbewohner auf die Wegnahme durch die Besatzung des britischen Schiffes HMS Topaze im Jahr 1868. Die Deutung des Namens als „gestohlener Freund“ oder „versteckter Freund“ erweisen sich aus sprachlichen Gründen als unzulässig. Die Figur wurde in einem Haus der Kultstätte Orongo am Kraterrand des Rano Kao gefunden und steht heute im Britischen Museum in London. Das Aussehen der nur 2,40 Meter großen Skulptur aus Basalt entspricht dem üblichen Typus, die Rückseite ist jedoch mit Darstellungen von Vogelmännern, Tanzpaddeln (Ao und Rapa) und Vulven bedeckt. Die Ethnologin Heide-Margaret Esen-Baur hält sie für das Hauptheiligtum des Vogelmannkultes auf der Osterinsel. Thor Heyerdahl vertrat die Auffassung, dass die Figur als Prototyp aller Statuen der klassischen Periode gedient habe.

## Alter der Statuen
Mangels schriftlicher Aufzeichnungen ist das genaue Alter der Statuen immer noch unbekannt. Die Radiokohlenstoffdatierung und andere übliche Analyseverfahren der Archäologie lassen sich nicht unmittelbar auf das Material der Figuren anwenden. Indirekte Methoden, zum Beispiel die Datierung von Holzkohleresten in den Ahu, lassen es möglich erscheinen, dass sich die Steinmetzkunst bereits unmittelbar nach der Besiedlung der Osterinsel entwickelte. Der Sage nach hat bereits der Gründervater Hotu Matua eine Statue mit dem Namen Te Takapau von Hiva, dem Ursprungsort aller Rapanui, mitgebracht.
Mit der Radiokohlenstoffdatierung untersuchte Funde im Zusammenhang mit den Zeremonialanlagen datieren von 931 (früheste Datierung, menschliches Knochenfragment am Ahu Vinapu 1) bis 1812 (späteste Datierung, Holzkohle am Ahu Huri a Hurenga). Der Schwerpunkt der Datierungen liegt in den Jahren zwischen 1400 und 1600 n. Chr.
Man darf annehmen, dass die Statuen mit zunehmender Erfahrung der Handwerker über die Generationen hinweg größer und formvollendeter wurden, denn die Größe der Figuren ist keineswegs einheitlich, nicht einmal auf ein und derselben Zeremonialplattform. Die fünfzehn Statuen des großen Ahu Tongariki zum Beispiel sind in Länge und Breite höchst unterschiedlich (siehe Bild oben). Ein Vergleich nach mutmaßlichem Alter lässt erkennen, dass es einen Trend von kurzen und breiten, eher gedrungen wirkenden Moai in der Frühzeit zu schlanken und hohen Figuren in der Spätzeit gibt.

## Herstellung

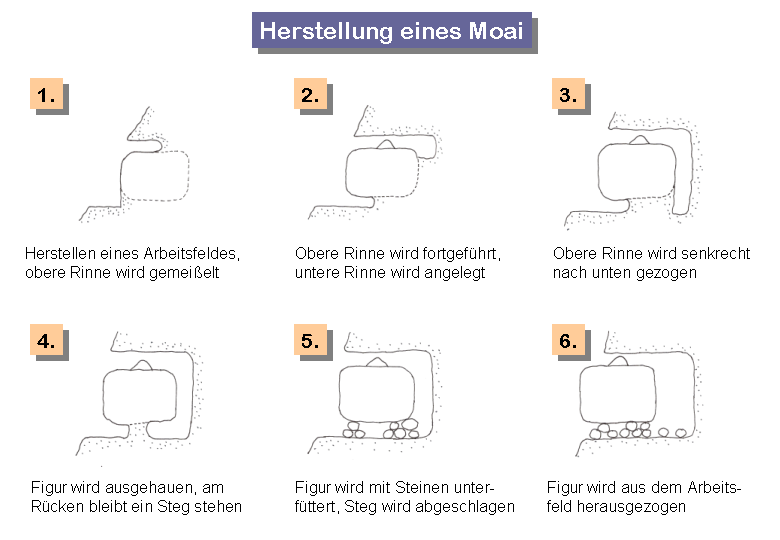
Schema der Herstellung der Moai auf der Osterinsel

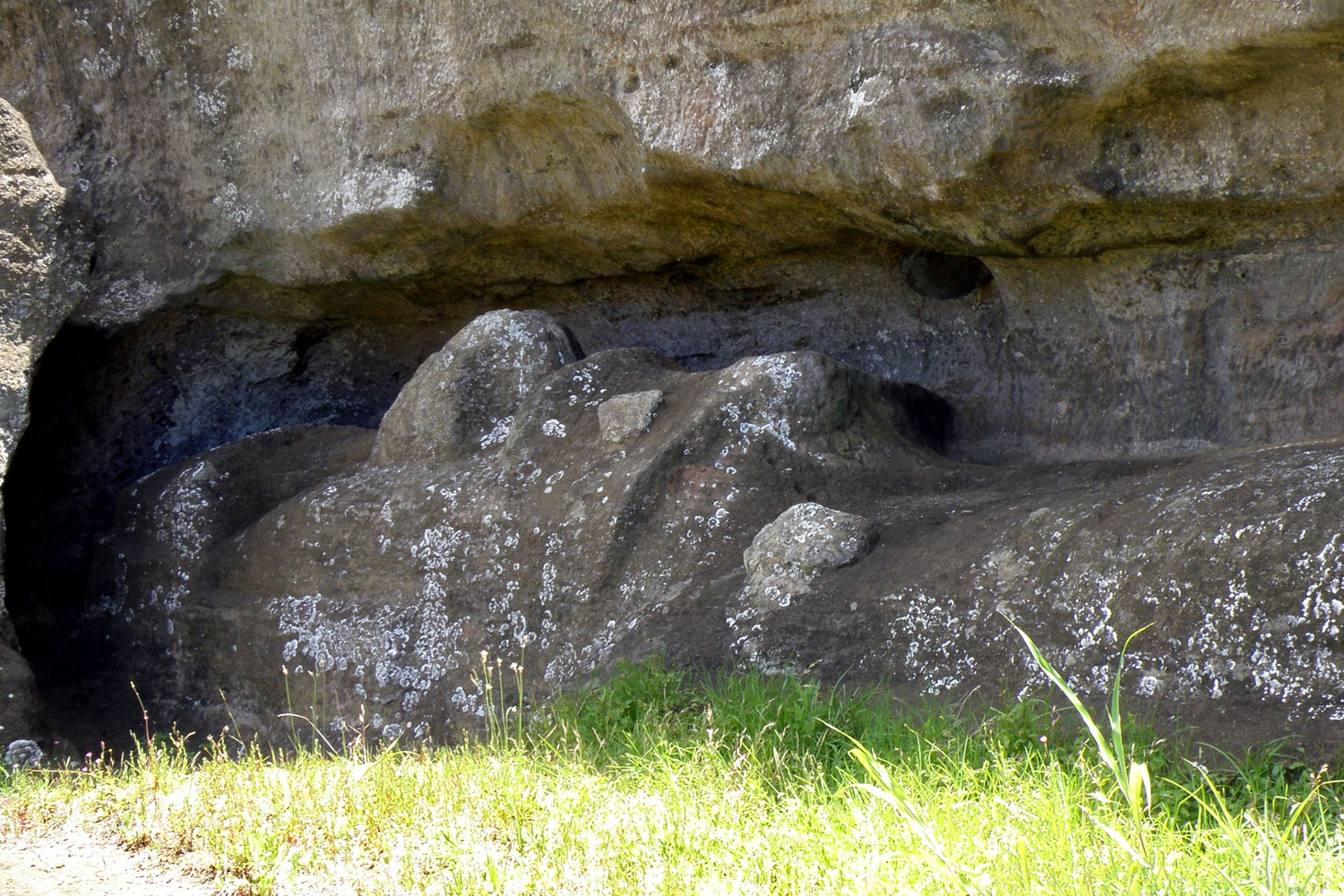
Angefangener Moai (Bearbeitungsstufe 2 der linken Zeichnung)

Mit Ausnahme von 53 kleineren Moai, die aus Basalt, rotem Tuff und Trachyt gefertigt sind, stammen nahezu alle Statuen der Osterinsel von den Hängen des Vulkanes Rano Raraku. Der Berg besteht aus einem weichen, mit Lapilli durchsetzten Tuffstein. Mit Basalt-Hämmern (toki), von denen man einige Exemplare im Museum von Hangaroa besichtigen kann, meißelten professionelle Steinbildhauer – eine hoch angesehene Klasse in der Osterinsel-Gesellschaft – die Statuen aus dem Gestein. Thor Heyerdahl hat experimentell bewiesen, dass dies mit den einfachen Werkzeugen und realistischem Personaleinsatz in relativ kurzer Zeit zu bewältigen war. Am Hang und im Krater des Rano-Raraku befinden sich heute noch 396 Statuen:194 in den verschiedensten Stadien der Vollendung, sodass der Herstellungsprozess unschwer zu rekonstruieren ist.
Die Größe der Figuren nahm vermutlich im Laufe der Zeit immer mehr zu. Am Rano Raraku ist ein 21 Meter messender, allerdings unfertig gebliebener Moai erhalten. Die größte aufgerichtete Figur mit Namen Paro am Ahu Te Pito Kura ist 9,8 Meter hoch. Die Größe der Statuen beträgt im statistischen Mittel 4,05 Meter, das Durchschnittsgewicht 12,5 Tonnen.

## Transport und Aufrichtung
Nach der Bearbeitung wurden die (halb-)fertigen Statuen den Hang des Rano-Raraku an Seilen heruntergelassen. Noch heute sind am Kraterrand Löcher aufzufinden, die zur Verankerung der Seile an Holzpflöcken dienten. Auf halber Höhe des Hanges wurden die Steinfiguren in Gruben stehend „zwischengelagert“, dort fertiggestellt, fein bearbeitet und der Steg am Rücken vollständig entfernt. Zahlreiche mehr oder weniger fertige Statuen stehen heute noch dort.
Anschließend erfolgte der Transport zum endgültigen Bestimmungsort. Schon Katherine Routledge entdeckte regelrechte Transportrouten, sorgfältig geebnete, zum Teil aufgeschüttete oder stellenweise sogar gepflasterte Wege, die vom Rano-Raraku in alle Himmelsrichtungen führten.
Die Art und Weise des Transportes ist umstritten. Die Überlieferung berichtet, die Moai seien auf Veranlassung zauberkräftiger Personen bei Nacht aus eigener Kraft zum Ahu gegangen.
Inzwischen wurden verschiedene Verfahren experimentell nachvollzogen, sowohl der liegende Transport mit Rollen, mit hölzernen Gleisen oder mit Schlitten als auch der aufrechte Transport in einem Balkenkorsett oder durch mit Seilen erzeugte Schaukelbewegungen, bei denen die Moai „laufen“. Prinzipiell haben sich alle Verfahren als durchführbar erwiesen. Einen definitiven Beweis für die Richtigkeit der einen oder anderen Methode konnte bisher niemand vorlegen. Am Bestimmungsort wurden die Moai auf den Ahu gezogen und dort mit Hilfe einer aus Steinen aufgeschichteten, provisorischen Rampe aufgerichtet. Wie bereits Thor Heyerdahl demonstriert hat, ist dies mit ausschließlich archaischen Mitteln möglich.

## Die Moai am Rano Raraku

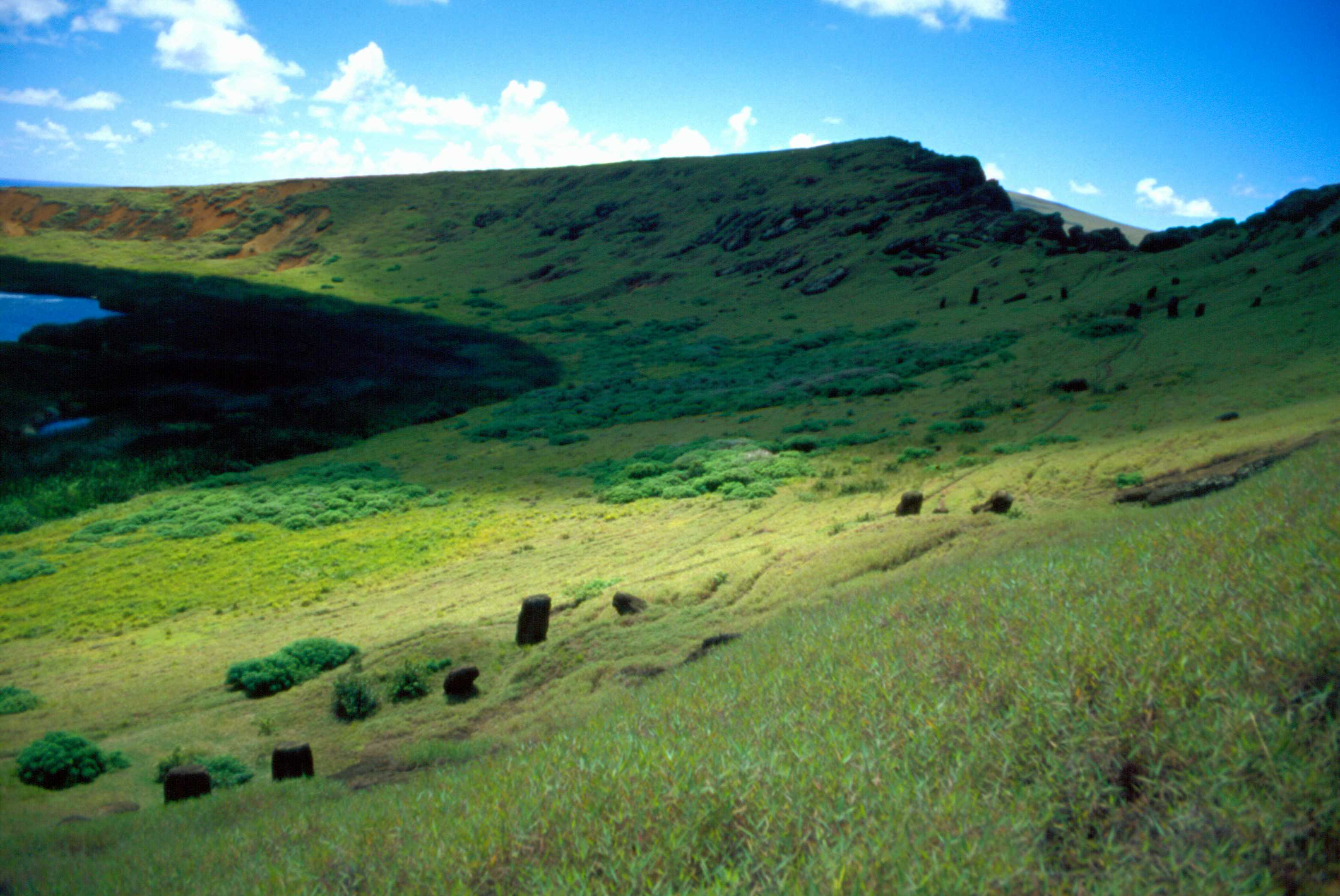
Krater und Kratersee des Rano Raraku

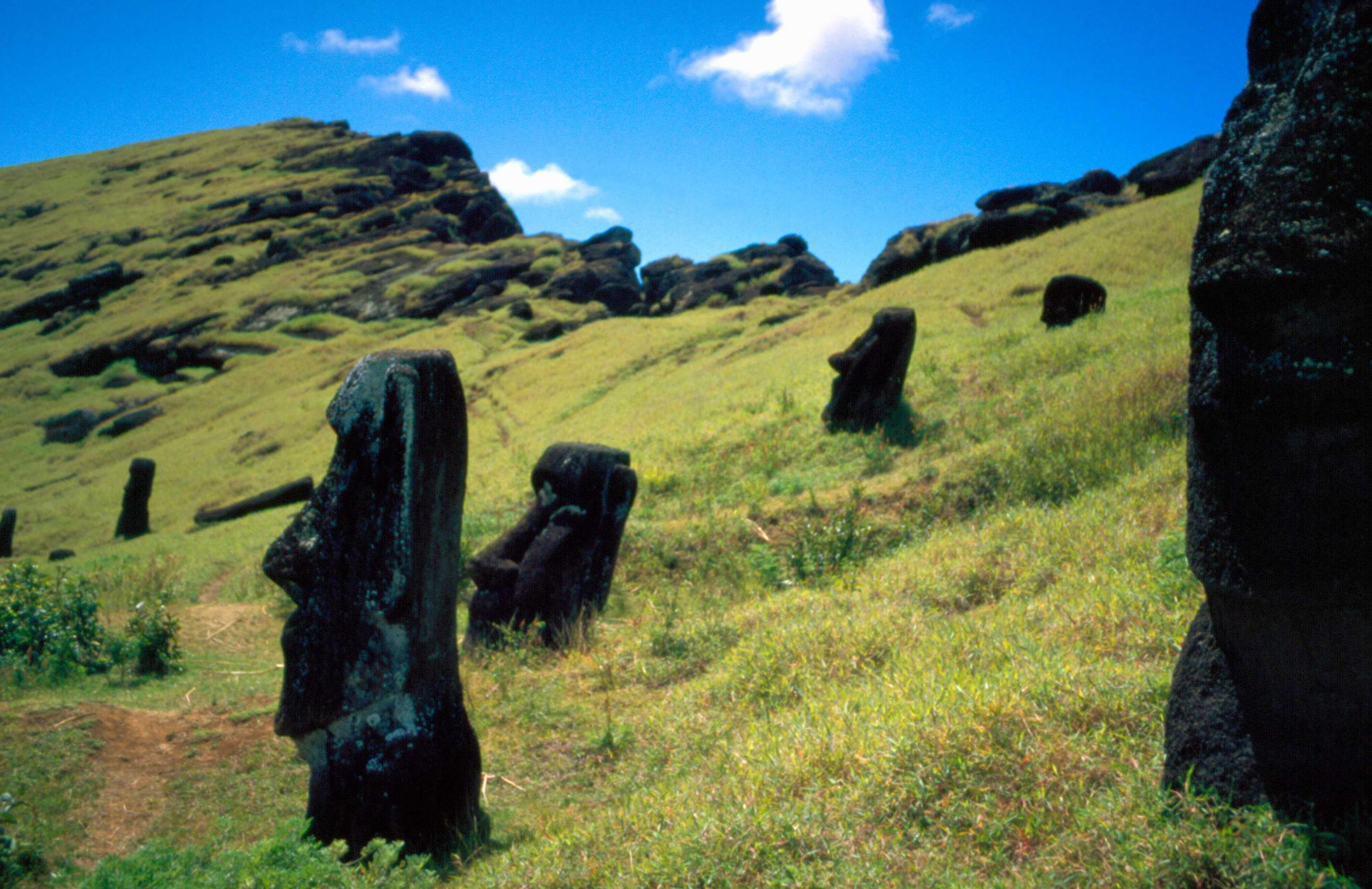
Moai in der Caldera

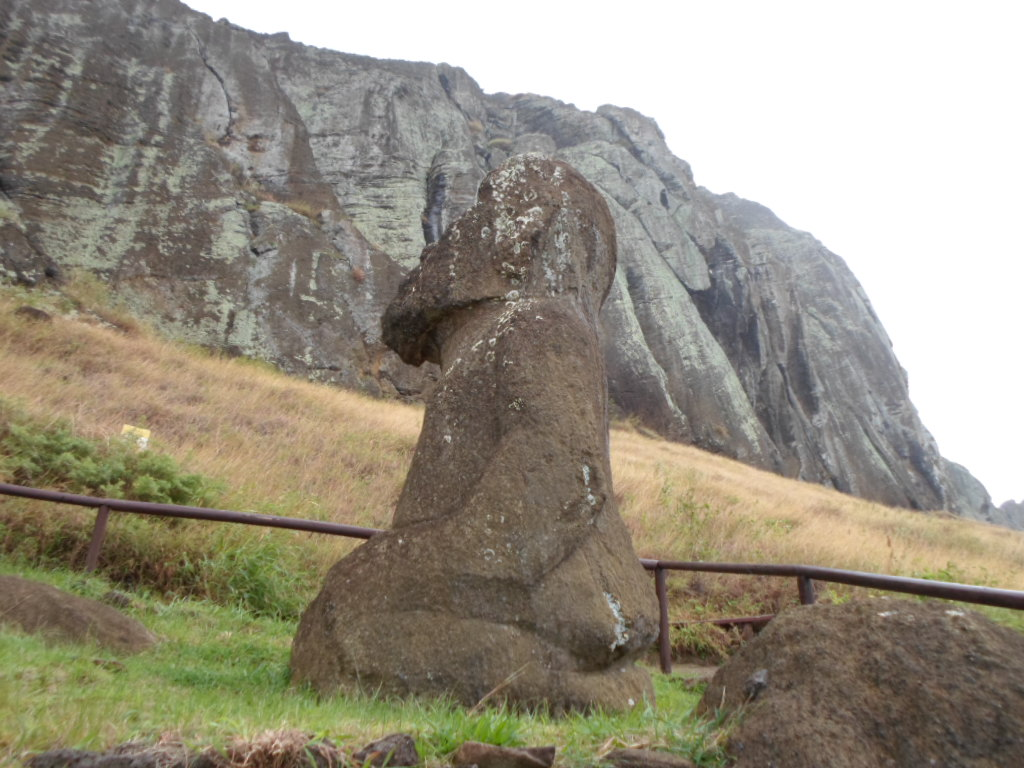
Tukuturi

Rund um den erloschenen Vulkankrater Rano Raraku befinden sich 396 Moai, die heute meist bis zur Brust bzw. Halspartie in den Boden eingegraben sind. Die Vielzahl dieser Statuen lässt sich alleine mit der „Zwischenlagerung“ für die spätere Fertigstellung nicht erklären. Der deutsche Ethnologe Hans Schmidt unterschied daher bereits 1927 den „Ahu-Typus“ und den „Raraku-Typus“ und vermutete, dass überhaupt nicht beabsichtigt gewesen sei, die letzteren an einen anderen Standort zu transportieren. Dafür spricht auch, dass 21 Statuen im Innern der Caldera aufgestellt sind, ein Platz, der für den Weitertransport zu den an der Küste gelegenen Ahu denkbar ungeeignet gewesen wäre. Katherine Routledge hat 1914 eine dieser Statuen ausgegraben und festgestellt, dass deren Basis keilförmig zugehauen war, im Gegensatz zur flachen und breiteren Basis der Statuen auf den Ahu. Die Ausgrabung von zwei Moai am Südhang der Caldera im Jahr 2014 legte bis auf das Grundgestein reichende Gruben an der Basis frei, in denen die Statuen auf einer sorgfältig angelegten Pflasterung positioniert und mit angehäuftem Kies und Felsbrocken aufrecht gehalten wurden.
Der Biogeograph John Flenley und der Archäologe Paul Bahn haben die Theorie entwickelt, dass es verschiedene Klassen von Steinbildern gegeben hat, je nach Arbeitsaufwand, den der Clan den professionellen Steinbildhauern bezahlen konnte. Die „Billigversion“ der Ahnenverehrung wäre demnach die Aufstellung des Moai am Rano-Raku gewesen, die wesentlich aufwendigere und teurere, aber auch prestigeträchtigere Variante hingegen die Errichtung eines Ahu in der Nähe des Dorfes sowie das Aufstellen von Moai auf einer Plattform.
Die Moai am Südhang des Rano Raraku schauen auf die bewohnte Küstenebene. Der französische Archäologe Francis Mazière (* 24. Mai 1924; † 18. September 1994) hat in den 1960er Jahren ihre Blickrichtung vermessen und versucht, sie mit Stern- oder Planetenkonstellationen in Verbindung zu bringen. Er kam zu keinem passenden Ergebnis, sodass als sicher gelten kann, dass die Position der Skulpturen keine Projektion einer Himmelskarte ist. Dennoch ist der Standort mit Blick auf die Siedlungen in der Küstenebene nicht zufällig gewählt, sondern Ausdruck einer Wächterfunktion der verstorbenen Ahnen gegenüber den lebenden Nachkommen.
An den Statuen am Hang des Rano Raraku kann man das gesamte Spektrum der bildhauerischen Ausdrucksformen der Rapanui erkennen. Besondere Beachtung verdient dabei eine einzigartige Figur mit Namen Tukuturi (deutsch: Kniender), die isoliert auf dem südwestlichen Kraterrand steht. Sie unterscheidet sich deutlich von allen anderen Steinfiguren der Osterinsel. Sie wurde 1956 von der Heyerdahl-Expedition ausgegraben und wieder aufgerichtet. Die Statue ist kein Torso, sondern hat eine gerundete, naturalistisch anmutende Gestalt mit einem Ziegenbart und kurzen Ohrläppchen. Die Kugelaugen sind nicht eingesetzt, sondern bildhauerisch herausgearbeitet und die Pupillen mit flachen, kreisrunden Vertiefungen angedeutet. Der Blick ist nach oben gerichtet. Der voll ausgearbeitete Körper kniet leicht rückwärts geneigt, die angewinkelten Arme liegen dicht an den Oberschenkeln an. Die Basis der insgesamt 3,67 m hohen Figur ist uneben und anscheinend nicht endbearbeitet. Der archäologische Befund lässt vermuten, dass die Skulptur an Ort und Stelle gefertigt wurde.  Verglichen mit den anderen Statuen der Osterinsel wirkt das Erscheinungsbild fremdartig und entspricht eher dem Aussehen der Steinfiguren von Raivavae und Tahiti. Sebastian Englert meinte, die Figur stelle einen Chorsänger des Riu-Festes dar. Die Frauen und Männer des Chores nahmen eine leicht rückwärts geneigte, kniende Haltung ein und waren mit künstlichen Ziegenbärten aus Menschenhaar geschmückt.  Die amerikanische Archäologin Jo Anne Van Tilburg hält Tukuturi für eine der letzten Skulpturen, die am Rano Raraku angefertigt wurden.

## Zerstörung der Zeremonialanlagen
Die Produktion der Statuen endete plötzlich, von einem Tag auf den anderen. Am Rano Raraku konnten noch bis in die jüngste Zeit die liegen gelassenen Steinwerkzeuge aufgefunden werden. Der Ethnologe Thomas Barthel von der Eberhard Karls Universität Tübingen liefert dafür eine schlüssige Erklärung: Die Errichtung großtechnischer Bauwerke setzt eine Vorrats- und Überschusswirtschaft voraus, d. h., die Arbeitskräfte für die Produktion der Moai und den Bau der Kultplattformen mussten weitgehend von der täglichen Nahrungsbeschaffung freigesetzt werden. Eine Verletzung der Distributionsregeln zwischen den Handwerkern und den Nahrungslieferanten – möglicherweise durch den Ausbruch eines Bürgerkrieges oder eines Wechsels der Autoritäten – hatte zur Folge, dass die Übereinkunft aufgekündigt wurde und die Statuenproduktion zum Erliegen kam. Diese Theorie erklärt auch eine überlieferte Legende der Osterinsel. Demnach hatte eine alte Frau, eine Zauberin, eine riesige Languste gefangen und brachte sie den Steinmetzen am Rano Raraku zum Verzehr, bat aber darum, ihr ein kleines Stück übrig zu lassen. Die Arbeiter aßen jedoch die gesamte Languste auf und setzten dann ihre Arbeit fort. Als die Frau zurückkehrte, war sie aufs Äußerste erzürnt und rief den Steinfiguren einen Zauberspruch zu, durch den sie mit einem Schlag umstürzten.
Heute erweisen sich die meisten Zeremonialanlagen als weitgehend zerstört, die Moai sind umgestürzt. Dies ist nicht oder nicht ausschließlich auf Umwelteinflüsse zurückzuführen. Die wenigen Anlagen, die sich heute intakt präsentieren, wurden in den letzten Jahren restauriert.
Jakob Roggeveen beschreibt 1722 noch unbeschädigte und zeremoniell genutzte Ahu. Zitat aus dem Bericht des Mecklenburgers Carl Friedrich Behrens, eines Seesoldaten bei Roggeveens Erdumseglung:

„Nach meiner Feststellung verließen sie sich völlig auf ihre Götzenbilder, die allda am Strande in großer Menge aufgerichtet standen. Sie fielen davor nieder und beteten sie an. Diese Götzenbilder waren sämtlich aus Stein gehauen, in der Form eines Menschen, mit langen Ohren. Das Haupt war mit einer Krone [gemeint ist der Pukao] geziert. Das ganze war kunstvoll gemacht, worüber wir uns sehr wunderten. Um diese Abgötter herum waren in zwanzig bis dreißig Schritt Breite weiße Steine gelegt. Einen Theil dieser Leute hielt ich für Pfaffen; denn sie verehrten die Götzen mehr als die anderen. Auch beim Anbeten zeigten sie sich viel devoter.“

Bei der Cook-Expedition 1774 waren die Anlagen bereits vernachlässigt und viele Moai umgestürzt. Georg Forster, der wissenschaftlich gebildete Begleiter Cooks, schrieb dazu:

„Fünfzig Schritte weiter fanden wir einen erhabenen Platz, dessen Oberfläche mit ebensolchen Steinen gepflastert war. In der Mitte dieses Platzes stand eine steinerne Säule aus einem Stück, die eine menschliche Figur, bis zu den Hüften abgebildet, vorstellen sollte und zwanzig Fuß hoch und fünf Fuß dick war. Diese Figur war schlecht gearbeitet und bewies, daß die Bildhauerkunst hier noch in der ersten Kindheit war. Augen, Nase und Mund waren an dem plumpen Kopf kaum angedeutet, die Ohren nach der Landessitte ungeheuer lang und besser als das übrige gearbeitet. Den Hals fanden wir unförmig und kurz, Schultern und Arme nur wenig angedeutet. Auf dem Kopfe war ein sehr hoher zylindrischer Stein aufgerichtet, der über fünf Fuß in der Breite und Höhe hatte. Dieser Aufsatz, der dem Kopfputz einiger ägyptischer Gottheiten glich, bestand aus einer anderen, rötlichen Steinart. Kopf und Aufsatz machten die Hälfte der ganzen Säule aus, so weit sie über der Erde sichtbar war. Wir bemerkten übrigens nicht, daß die Insulaner diesen Statuen Verehrung erwiesen … Auf der Ostseite der Insel kamen wir zu einer Reihe von sieben Bildsäulen, wovon noch vier aufrecht standen, eine hatte aber schon die Mütze verloren. Sie standen auf einem Piedestal, und die Steine im Postament waren behauen und paßten gut ineinander.“

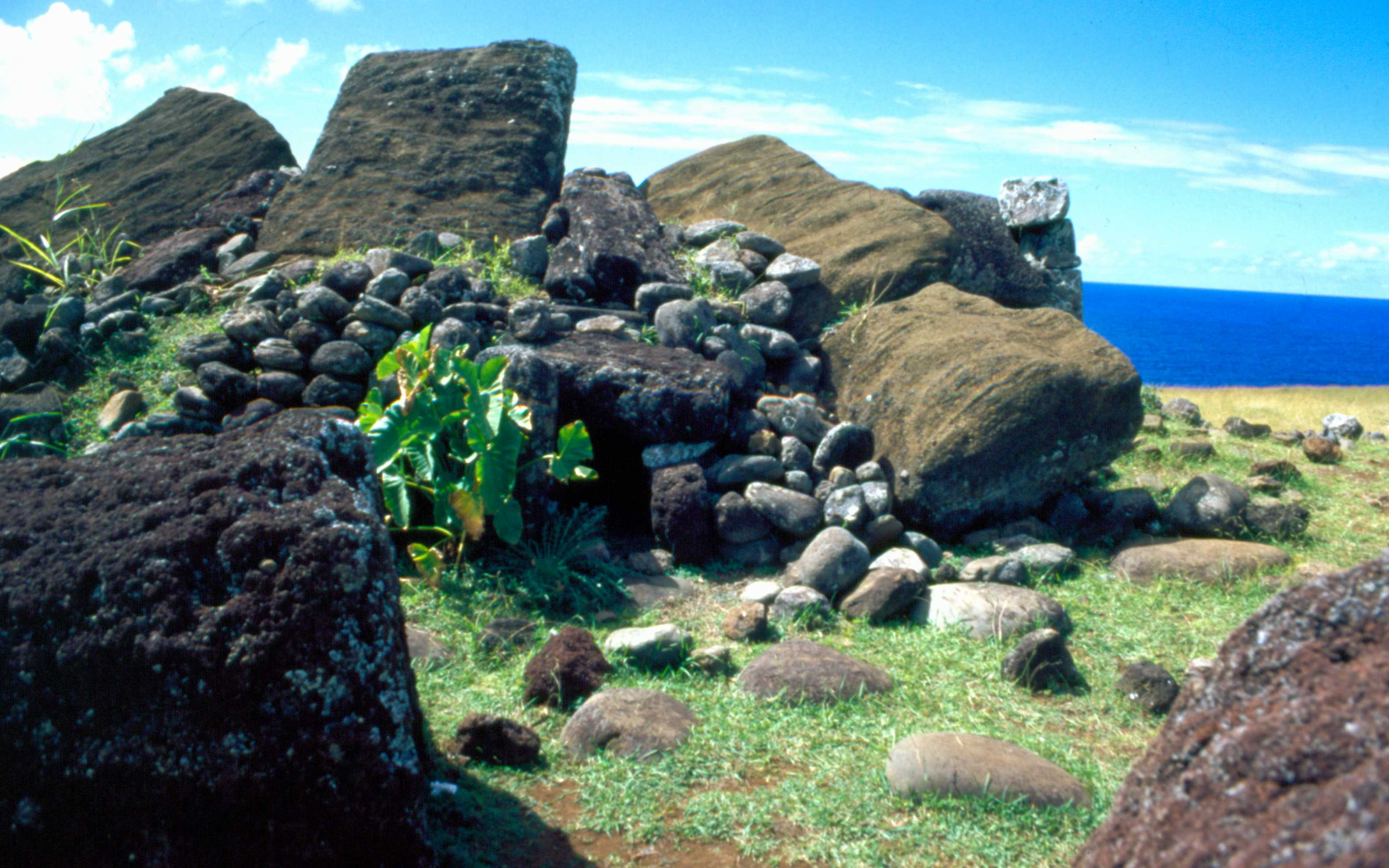
Ahu Aka Hanga mit umgestürzten Moai

Kapitänleutnant Wilhelm Geiseler von der deutschen Hyäne-Expedition in den Südpazifik fand 1882 keine intakten Anlagen mehr vor. Über die Geschehnisse in der Zwischenzeit, die zur Zerstörung der Kultanlagen geführt haben, gibt es zahlreiche mehr oder minder seriöse Spekulationen. Es wird eine Abkehr von der überlieferten Religion ebenso vermutet, wie ein Bürgerkrieg, eine Hungersnot, Klima- und Wetterkatastrophen, die ökologische Zerstörung als Folge der Errichtung der Moai oder der durch die Europäer ausgelöste Kulturverfall. Schlüssige Beweise für die ein oder andere Theorie kann bisher niemand vorlegen, sodass die Ursache für die Zerstörung der Zeremonialplattformen vorerst ungeklärt bleibt.
Eine der möglichen und nicht ganz abwegigen Deutungen der Ereignisse, die auch Kevin Costner in seinem Film „Rapa Nui – Rebellion im Paradies“ aufgreift, beruht darauf, dass beim Errichten der Zeremonialanlagen ein Wettstreit zwischen den Sippen entstand und die Statuen daher ständig an Größe zunahmen. Der Transport und die Aufstellung verbrauchten immer mehr Holz, bis schließlich alle größeren Bäume auf der Insel abgeholzt waren und die Herstellung der Moai aufhörte. Die nachfolgende Abkehr von der Ahnenverehrung und die Zuwendung zu einer anderen Religion, dem Vogelmannkult, löste das Umstürzen der Moai aus.
Heute neigt man eher dazu, einen gesellschaftlichen Umbruch mit einem Machtwechsel zwischen priesterlichen und weltlichen Autoritäten oder Schwankungen in einer aus dem Gleichgewicht geratenen Machtverteilung zwischen den Clans als Ursache der Entfaltung des Vogelmannkultes anzusehen. Inwieweit Umwelteinflüsse dabei eine Rolle gespielt haben, ist umstritten. Die Moai, Symbole der alten Religion, hatten ihre Bedeutung verloren.

## Moai als Felszeichnungen
Das Moai-Motiv taucht auch als Felszeichnung in allen Teilen der Insel auf. Bisher sind 117 Moai-Petroglyphen bekannt, die US-amerikanische Archäologin Georgia Lee vermutet aber, dass es noch wesentlich mehr sein könnten. Ein bestimmtes Verteilungsmuster ist nicht erkennbar, die Glyphen sind jedoch an der Nordküste, im Gebiet des Miru-Stammes, häufiger anzutreffen. Offenbar wurde das Motiv noch in der Spätzeit verwendet, zur Blütezeit des Vogelmann-Kultes und nach dem Umstürzen der großen Steinfiguren, wie ein Moai-Relief am Ahu Tahai zeigt. Es ist in die Oberseite eines großen, geköpften Moai eingraviert. Georgia Lee vermutet, dass solche Petroglyphen in der Zeit der Degeneration der Kultur, als die Rapanui zu organisierten Gemeinschaftsarbeiten nicht mehr fähig waren, als ärmlicher Ersatz für das Errichten einer Großstatue dienten.

## Zustand heute
Die Mehrzahl der Zeremonialanlagen befindet sich heute noch „in situ“, d. h. mit mehr oder weniger zerstörten Plattformen und umgestürzten Moai. Auffallend ist dabei, dass die Standbilder der Ahu ausnahmslos auf dem Gesicht liegen.
Insbesondere im Bereich der touristisch besser erschlossenen Südostküste der Osterinsel sind mehrere Zeremonialplattformen ab den 1950er Jahren wieder aufgebaut worden. Besonders sehenswert ist der Ahu Tongariki unweit des Kraters Rano-Raraku mit fünfzehn aufrecht stehenden Moai von beeindruckender Größe, die größte Zeremonialanlage im Pazifik. Die einzelstehende Statue auf dem Ahu Ko Te Riku in Tahai, in der Nähe des Hafens, ist eine der wenigen mit einem Pukao und mit Augen, die allerdings nur Replikate aus jüngster Zeit sind. Der gut erhaltene Ahu Vinapu mit seinen sorgfältig eingepassten Steinen ist, obwohl noch nicht rekonstruiert, ein besonders schönes Beispiel für die Baukunst der klassischen Periode.
Einige wenige, in aller Regel kleinere Exemplare wurden von der Osterinsel fortgebracht und an anderen Standorten in Museen oder Parks auf dem Festland aufgestellt. Bei dem Großteil der außerhalb der Inseln oder im Ausland ausgestellten Figuren handelt es sich indes um Repliken.
Im Oktober 2022 wurden zahlreiche Moai durch ein Buschfeuer stark beschädigt, das mutmaßlich von Pferde- und Rinderzüchtern verursacht worden war. Nach Angaben des Bürgermeisters Pedro Edmunds Paoa haben etwa 20 Prozent aller Moai irreparable Schäden erlitten. Das Feuer habe Risse im Stein verursacht, die dafür sorgen, dass die Statuen mit der Zeit zerbröckeln werden.

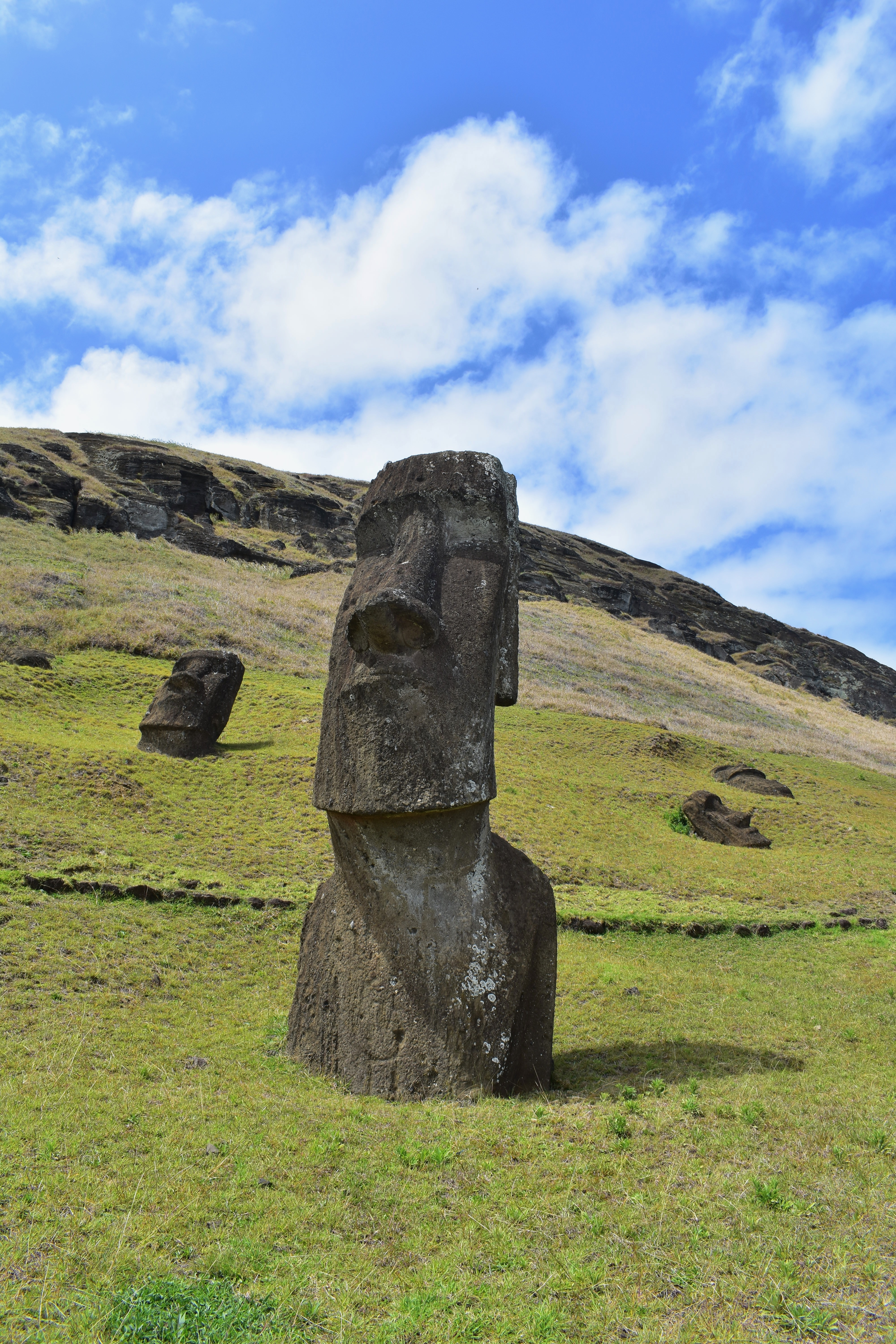
Moai am Rano Raraku
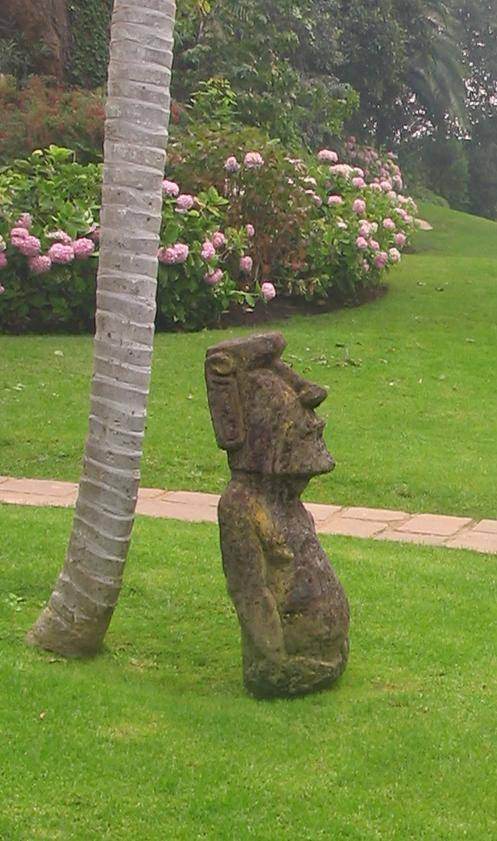
Ein kleiner Moai (keine Replik) steht im Garten der Sommerresidenz der chilenischen Präsidenten in Viña del Mar

## Holzfiguren

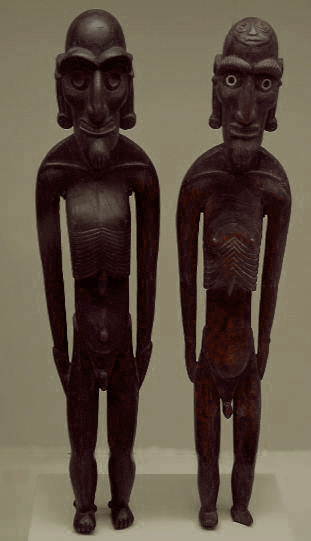
Moai Kavakava

Als Moai bezeichnet man auch kleine, durchschnittlich vierzig Zentimeter hohe, geschnitzte Figuren der Osterinsel-Kultur, vorwiegend aus Toromiro-Holz. Die verbreitetste Form, Moai kavakava, zeigt einen ausgehungert wirkenden Mann mit deutlich vorstehenden Rippen, einem überdimensionierten, schädelartigen Kopf, langen Ohrläppchen, einer ausgeprägten Nase und einem Spitzbart. Der Zweck der Figuren ist unbekannt. Sie werden heute als Ahnenbildnisse mit der Funktion eines Schutzgeistes gedeutet, möglicherweise stellen sie Aku Aku dar.
Bei den meisten noch erhaltenen Holzfiguren ist eine Öse oder Bohrung im Nackenbereich nachweisbar. Kapitänleutnant Geiseler berichtet, dass Würdenträger bei Prozessionen zehn bis zwanzig solcher Figuren um den Hals getragen hätten. In der übrigen Zeit seien die Bildnisse, in Tapa-Säckchen eingehüllt, in den Hütten aufgehängt worden.:32
Darüber hinaus sind weitere Arten von Moai-Holzfiguren bekannt:
Moai papa (paapaa, pa’a pa’a)Eine überwiegend weibliche, gelegentlich auch hermaphroditische Figur, die einen weniger „skelettartigen“ Körperbau aufweist. Obwohl die Vulva meist deutlich ausgeprägt ist, ist das gesamte Erscheinungsbild der Gestalt eher männlich, bei einigen Figuren ist sogar ein Spitzbart vorhanden.
Moai tangataEine realistischer geschnitzte männliche Figur, mit schlankem, knabenhaftem Körperbau und ebenfalls einem deutlich ausgebildeten Spitzbart.
Moai tangata manuDer Vogelmann, eine zoomorphe Mischung aus Mensch und Fregattvogel. Die wenigen erhaltenen Statuen sind sehr unterschiedlich, sie variieren in Größe, Haltung, Gestalt des Schnabels und im Körperbau. Eine Figur im American Museum of Natural History in New York ist mit Rongorongo-Schriftzeichen bedeckt. Der Vogelmann ist häufiges Motiv der Petroglyphen der Kultstätte Orongo auf der Osterinsel.
Die Holzfiguren sind heute über die Museen der ganzen Welt verstreut. In Deutschland befinden sich Moai verschiedener Art u. a. im Rautenstrauch-Joest-Museum in Köln, im Ethnologischen Museum in Berlin, im Museum für Völkerkunde Dresden und im Überseemuseum Bremen.

## Rezeption
Die Moai waren namensgebend für den Cerro Moai, einen Berg auf der Livingston-Insel in der Antarktis. Seit 2015 besteht ein „Moyai“-Emoji. Bereits 2010 wurde es für Unicode 6.0 genehmigt und ist seit 2015 Teil des Emoji-Code 1.0.